# Opération Villages Roumains
A Opération Villages Roumains (rövidítve OVR) egy frankofón civil szervezet, amelyet Brüsszelben alapítottak 1988-ban válaszul a romániai falurombolásra és a Ceaușescu-féle neonsztálinista rendszer miatt küszöbön álló humanitárius katasztrófára.

## Előzmények
Nicolae Ceaușescu 1965-ben lett a Román Kommunista Párt első titkára, 1967-ben pedig az államtanács elnöke. A helyi káderek lecserélésével és a szovjetektől való távolságtartás mellett megerősített nyugati gazdasági kapcsolatok révén 1971-re külföldön és belföldön is konszolidálta hatalmát, és egy „szisztematizálás”-nak nevezett átfogó területrendezési terv létrehozásába és végrehajtásába fogott, melynek célja az urbanizáció fokozása volt. Ez egyrészt a városi népesség felduzzasztását és a történelmi városközpontok átépítését, másrészt agráripari központok létrehozását és az életképtelennek nyilvánított falvak lerombolását jelentette, mely utóbbi romániai falurombolásként híresült el. A terv főleg a városokban jutott végrehajtási fázisba, ahol számos tradicionális épület pusztult el, és az embereket lakótelepekre költöztették, a családházas építkezést pedig megtiltották. A terv falvakat érintő részének végrehajtását 1988. április 29-én hirdette meg Ceaușescu, és legutolsó formájában már az akkori kb. 13 000 romániai faluból 7000-nek a felszámolását tűzte ki célul. A terv ideológiai alapja Engels Frigyes nézete volt város–vidék-különbség megszüntetéséről.

## Tevékenysége
Az egyesületet 1988. szeptember 22-én alapították Brüsszelben azzal a céllal, hogy megvédjék a romániai falvakat a felszámolástól, illetve fellépjenek azon romániai értelmiségiek érdekében, akik tiltakoznak a falurombolás miatt. A terv egyszerű volt: nyugat-európai települések testvértelepülési kapcsolatot létesítettek a felszámolásra ítélt romániai falvakkal. A mozgalom eredményeként mintegy 4000 romániai faluval hoztak létre nyugat-európai települések kétoldali kapcsolatot. Támogatták továbbá a kormánykritikus romániai értelmiségieket. Mindez hozzájárult a falurombolás végrehajtásának lassulásához (aminek fő oka azonban a román gazdaság katasztrofális állapota volt).
A romániai forradalom után napvilágra kerülő nyomor láttán egy átfogó szolidaritási programot hoztak létre: élelmiszert, ruhát, iskolai és egészségügyi felszereléseket küldtek a romániai falvakba. Ezzel lehetővé vált egymás megismerése és a kötelékek megerősödése. 1990 januárja és júniusa között mintegy 80 millió ECU értékű adományt juttattak el, ami ha a problémák megoldására nem is, a túléléshez elegendő volt.
1990 júniusától, amint a szükséghelyzet valamennyire enyhült, átalakultak az egyesület céljai is, és főleg fenntartható fejlődést elősegítő programokat alakítottak ki. Egyúttal közös programok indultak olyan átfogó problémák megoldására, mint az emberkereskedelem és a természet- és környezetvédelem.
Az egyesület egyik fontos sikere volt a magánszállások bevonásával kialakított falusi turizmus (Rețea Turistică), ami új jövedelemforrást biztosított a falun lakóknak. Jelenleg mintegy 30 romániai település tagja a Rețea Turistică-nak.
Az egyesület 20 éves fennállását Bukarestben ünnepelték a Román Tudományos Akadémia, a Román Kulturális Intézet, a Román Falumúzeum, továbbá a programban résztvevő országok nagyköveteinek részvételével. A zárórendezvényen a románok a program folytatását és támogatását kérték az alábbi területeken:
- helyi fejlesztések, különösen az ivóvízellátás és az egészségügy javítása
- településirányítással és egyesületek működtetésével kapcsolatos képzések
- támogatás és tapasztalatcsere a helyi erőforrások kiaknázásában és a falusi kulturális örökség megőrzésében
- a rendszerváltás előtti időszak emlékezetének ápolása
- háromoldalú kapcsolatok létrehozása szomszédos (pl. moldovai) és távolabbi (afrikai, ázsiai, dél-amerikai) országok bevonásával.

Az egyesület más országokra (elsősorban Moldovára) is kiterjesztette a tevékenységét.